# (896) Sphinx
Pour les articles homonymes, voir Sphinx.
(896) Sphinx est un astéroïde de la ceinture principale. Il a été ainsi baptisé en référence au Sphinx, créature de la mythologie grecque ou égyptienne.